# Matthew Locke
Matthew Locke (Exeter (comtat de Devon), vers el 1621 - agost de 1677) va ser un compositor i teòric de la música barroca anglesa.

## Biografia
Saraband de Matthew Locke, va ser una de les seves primeres obres de teclat conegudes, trobada al manuscrit Drexel 5611, un manuscrit del segle XVII a la Divisió de Música de la Biblioteca Pública de Nova York. Locke va ser corista del cor de la catedral d'Exeter, sota Edward Gibbons, germà d'Orlando Gibbons. A l'edat de divuit anys Locke va viatjar als Països Baixos, possiblement convertint-se al catolicisme romà en aquell moment.
Locke, amb Christopher Gibbons (fill d'Orlando), va compondre la partitura de Cupido i mort, la màscara de 1653 del dramaturg de l'època Caroline, James Shirley. La seva partitura per a aquesta obra és l'única partitura supervivent d'una obra dramàtica d'aquella època. Locke va ser un dels quintets de compositors que van proporcionar música per a The Siege of Rhodes (1656), l'òpera primerenca innovadora de Sir William Davenant. Locke va escriure música per a òperes posteriors de Davenant, The Cruelty of the Spaniards in Perú (1658) i The History of Sir Francis Drake (1659). Va escriure la música per a la marxa processional per a la coronació de Carles II.
El 1673 es va publicar el tractat de Locke sobre teoria musical, Melothesia. La portada el descriu com a "Compositor ordinari de Sa Majestat i organista de la capella de Sa Majestat"; aquests monarques eren Carles II i Caterina de Bragança. Locke també va exercir amb el rei Carles com a compositor de la música del vent ("música per als sackbutts i cornets del rei") i com a compositor per als violins. (El seu successor en aquest darrer càrrec va ser Henry Purcell, que va compondre una oda a la mort de Locke titulada What hope for us remains now he is gone?, Z. 472; Locke era un amic de la família i potser ho havia fet. Va tenir una influència musical en el jove Purcell. El 1675 Locke va compondre la música per a la partitura de Psique de Thomas Shadwell.